# Gianni Amelio
Gianni Amelio, född 20 januari 1945 i San Pietro di Magisano i Catanzaro, är en italiensk filmregissör.
Amelio blev efter ett långvarigt arbete för italiensk TV med avbrott för några långfilmer internationellt känd genom filmerna Öppna dörrar (1990) och Barntjuven (1992), båda i neorealistisk tradition med samhällskritiska teman, blick för social misär och humanism. I Lamerica (1994), som utspelar sig i Albanien visas på kontrasten mellan det kaotiska Balkan och situationen i Italien.